# Acacia ramiflora
Acacia ramiflora är en ärtväxtart som beskrevs av Karel Domin. Acacia ramiflora ingår i släktet akacior, och familjen ärtväxter. Inga underarter finns listade i Catalogue of Life.